# Tipula (Savtshenkia) interserta
Tipula (Savtshenkia) interserta is een tweevleugelige uit de familie langpootmuggen (Tipulidae). De soort komt voor in het Palearctisch gebied.